# 모세기관지염
모세기관지염 (毛細氣管支炎, bronchiolitis) 또는 세기관지염은 허파의 가장 작은 공기 통로인 세기관지 (bronchiole)의 염증이다. 2년 미만의 어린이에게 보통 발생하며 3~6개월 된 나이대가 다수를 차지한다.

## 증상
일반적으로 2세 미만의 유아는 하루 이틀 동안 기침, 천명, 숨가쁨으로 발전할 수 있다.
일부 증상은 다음을 포함한다:
- 수유 곤란(poor feeding)
- 기면
- 무호흡(stopping breathing)력
- 70/분의 호흡수
- 코벌렁임 및 그렁거림
- 심각한 흉곽 후퇴
- 청색증

## 병인
이 용어는 유아의 공통 질환인 일반적으로 급성 바이러스성 모세기관지염을 가리킨다. 호흡기 세포융합 바이러스(RSV)에 의해 흔히 발병한다.

## 진단
진단은 일반적으로 임상 시험을 통해 이루어진다. 흉부 엑스레이를 통해 박테리아 폐렴을 제외시키기에는 가끔 유용하지만, 일상적인 경우에는 식별되지 않는다.

## 예방
모세기관지염의 예방은 호흡기 감염을 일으키는 바이러스의 확산을 줄이는 수단에 대부분 의존한다.

## 관리
모세기관지염의 치료는 일반적으로 감염 그 자체 보다 증상에 초점을 두는데, 그 이유는 감염은 자연스럽게 끝이 나지만 합병증은 일반적으로 증상 그 자체로부터 기원하기 때문이다.

## 같이 보기
- 세기관지 (bronchiole)